# Paraliparis liparinus
Paraliparis liparinus är en fiskart som först beskrevs av Goode, 1881.  Paraliparis liparinus ingår i släktet Paraliparis och familjen Liparidae. Inga underarter finns listade i Catalogue of Life.